# 二宮進
二宮 進（にのみや すすむ、1947年（昭和22年）6月21日-2018年（平成30年）10月17日）は、野口晴哉の弟子で、野口整体の流れをくむ、日本の整体師、整体指導者。

## 来歴
1947年、6月21日広島県生まれ。
1972年、桃山学院大学、社会学部卒業。
1974年、行岡保健衛生学院柔整科卒業。
1976年、関西医療専門学校別科（旧・関西鍼灸柔整専門学校）卒業。
公益社団法人整体協会にて野口晴哉に師事。
1974年～1990年にかけて公益社団法人整体協会、整体コンサルタントとして活動する。
その後、独立し、二宮整体アカデミーを創立。多数の整体師を育成してきた。
モットーは「ネバー・ギブアップ」
2018年、10月17日永眠（享年71歳）

## 著書
- [図解]整体健康法（PHP研究所 2004年 ISBN 978-4569634463）
- 超整体健康法（PHP研究所 2012年 ISBN 978-4569805733）